# Adolf Verschueren
Adolf Verschueren (Deurne, 10 de junio de 1922-Arendonk, 30 de abril de 2004) fue un deportista belga que compitió en ciclismo en las modalidades de pista y ruta. Ganó tres medallas de oro en el Campeonato Mundial de Ciclismo en Pista entre los años 1952 y 1954.

## Medallero internacional
| Campeonato Mundial | Campeonato Mundial | Campeonato Mundial | Campeonato Mundial |
| Año                | Lugar              | Medalla            | Competición        |
| ------------------ | ------------------ | ------------------ | ------------------ |
| 1952               | París (Francia)    | Medalla de oro     | Medio fondo (P)    |
| 1953               | Zúrich (Suiza)     | Medalla de oro     | Medio fondo (P)    |
| 1954               | Colonia (RFA)      | Medalla de oro     | Medio fondo (P)    |

## Palmarés

### Pista
- 1950
  - Campeón de Bélgica de medio fondo
- 1951
  - Campeón de Bélgica de medio fondo
- 1952
  - Campeón del mundo de medio fondo 
  - Campeón de Europa de medio fondo
  - Campeón de Bélgica de medio fondo
- 1953
  - Campeón del mundo de medio fondo 
  - Campeón de Bélgica de medio fondo
- 1954
  - Campeón del mundo de medio fondo 
  - Campeón de Europa de medio fondo
  - Campeón de Bélgica de medio fondo
- 1955
  - Campeón de Bélgica de medio fondo
- 1956
  - Campeón de Europa de medio fondo
  - Campeón de Bélgica de medio fondo
- 1958
  - Campeón de Europa de medio fondo
  - Campeón de Bélgica de medio fondo
- 1960
  - Campeón de Europa de medio fondo
  - Campeón de Bélgica de medio fondo

### Ruta
- 1942
  - 1.º en el Tour de Flandes de independientes
- 1947
  - 1.º en Circuito de Houtland
- 1949
  - Vencedor de una etapa a la Vuelta a Suiza